# Burchard von Schwanden
Burchard von Schwanden (° date inconnue, † 1310) est le douzième grand maître de l'ordre Teutonique (de 1282 ou 1283 à 1290).

## Biographie
Burchard est issu d'une famille de patriciens de la région de Berne. Il est d'abord moine à Hitzkirch avant d'être nommé commandeur de Köniz puis de Thuringe et de Saxe, en 1277. Il est choisi comme grand maître de l'Ordre en 1282 ou 1283.
C'est à cette période que la situation de chrétiens en Terre sainte s'aggrave. Les Mamelouks reprennent un par un de nombreuses villes et châteaux des croisés. Le comté de Tripoli est envahi en février 1289, la ville de Tripoli est prise le 27 avril 1289 et la population massacrée.
Cette situation est fortement ressentie par l'Ordre dont le siège est encore situé à Saint-Jean-d'Acre. Pourtant Burchard ne se précipite pas pour venir en aide aux croisés du Moyen-Orient. C'est qu'il est plus préoccupé par la situation en Prusse, en Livonie et au sein même du Saint Empire.
Depuis 1287 des invasions lituaniennes dévastent une grande partie de la Livonie. Burchard se rend à Rome en 1289. Sous l'autorité du pape Nicolas IV, de nouvelles frontières de l'État monastique des chevaliers teutoniques sont définis autour de la mer Baltique. Burchard obtient également l'autorisation du sacre de Rodolphe de Habsbourg.
Au début de l'année 1290, Burchard est cependant forcé d'aider les croisés menacés dans Saint-Jean-d'Acre par le sultan Qala'ûn. Le grand maître rassemble en hâte une armée et se dirige vers la Terre sainte. Mais dès son arrivée, le grand maître démissionne et quitte Saint-Jean-d'Acre sans raison connue, laissant le commandement de l'armée à Heinrich von Bouland, commandeur de la Sicile.
La mort inattendue du sultan Quala'un retarde d'une année l'attaque des Mamelouks. Acre tombe en mai 1291, après d'âpres combats. Les dernières possessions de l'Ordre en Terre sainte sont définitivement perdues.
Après avoir quitté Acre, Burchard est apparemment retourné en Suisse.

## Sources
- (de) Cet article est partiellement ou en totalité issu de l’article de Wikipédia en allemand intitulé « Burchard von Schwanden » (voir la liste des auteurs).